# Apple Watch
L'Apple Watch est une montre connectée dévoilée le 9 septembre 2014 par Apple.
Elle est présentée lors de la conférence de presse correspondant traditionnellement au lancement de nouvelle gamme d'iPhone. Elle est disponible en précommande à partir du 10 avril 2015 et est commercialisée à partir du 24 avril 2015,. Elle peut être jumelée avec un iPhone 5s ou ultérieur pour le modèle GPS et un iPhone 6 ou ultérieur pour la version GPS + Cellular. Elle se recharge grâce à un connecteur à induction ou sur une base.
En septembre 2016, Apple lance une nouvelle génération d'Apple Watch (séries 2) qui apporte l'étanchéité jusqu’à 50 m.
Le 12 septembre 2017, Apple présente une nouvelle génération d'Apple Watch, la Series 3, modèle cellulaire disponible uniquement pour les clients de certains opérateurs, Orange et SFR en France. Aussi, il apporte une nouvelle puce plus performante.
Le 12 septembre 2018, Apple présente l’Apple Watch Series 4, avec un changement majeur au niveau de l’écran, qui devient plus grand en 40 et 44 mm.
En septembre 2022, Apple présente l'Apple Watch Ultra, avec un design revu et des fonctionnalités supplémentaires.

## Genèse et présentation
Jonathan Ive commence à imaginer une montre connectée juste après la mort de Steve Jobs en 2011.
Les rumeurs se sont développées très tôt et le public s'attendait à ce que l'Apple Watch soit présentée lors de la WWDC 2014. Apple l'a toutefois présentée le 9 septembre 2014 après avoir présenté l'iPhone 6, l'iPhone 6 Plus et le prototype de paiement sans contact Apple Pay en annonçant « one more thing » (« encore une chose », un leitmotiv utilisé par Steve Jobs dans ses conférences de presse).
Tim Cook, le PDG d'Apple, a fait durer le suspense en annonçant un produit « entièrement nouveau », « le produit le plus personnel jamais créé » en affirmant que celui-ci constituerait « le prochain chapitre de l'histoire d'Apple ».
Trois jours après sa sortie, l'Apple Watch dépasse le million d'exemplaires vendus.

## Chiffres de vente
En octobre 2016, les ventes d'Apple Watch ne décollent toujours pas malgré la nouvelle version sortie un mois plus tôt, qui ne suscite pas l'engouement des consommateurs. Selon les estimations du cabinet IDC, Apple a vendu 4,2 millions de montres depuis le début 2016, soit autant que sur le dernier trimestre 2015,.
Cependant, à partir de 2017, grâce à un ensemble de nouvelles fonctionnalités notamment destinées aux sportifs, une campagne de communication efficace et le lancement en septembre 2016 d'un nouveau modèle corrigeant la plupart des défauts du modèle précédent, les ventes d'Apple Watch décollent enfin. Lors de la WWDC 2018, Tim Cook annonce qu'elles ont augmenté de 60 % en 2017.

## Design

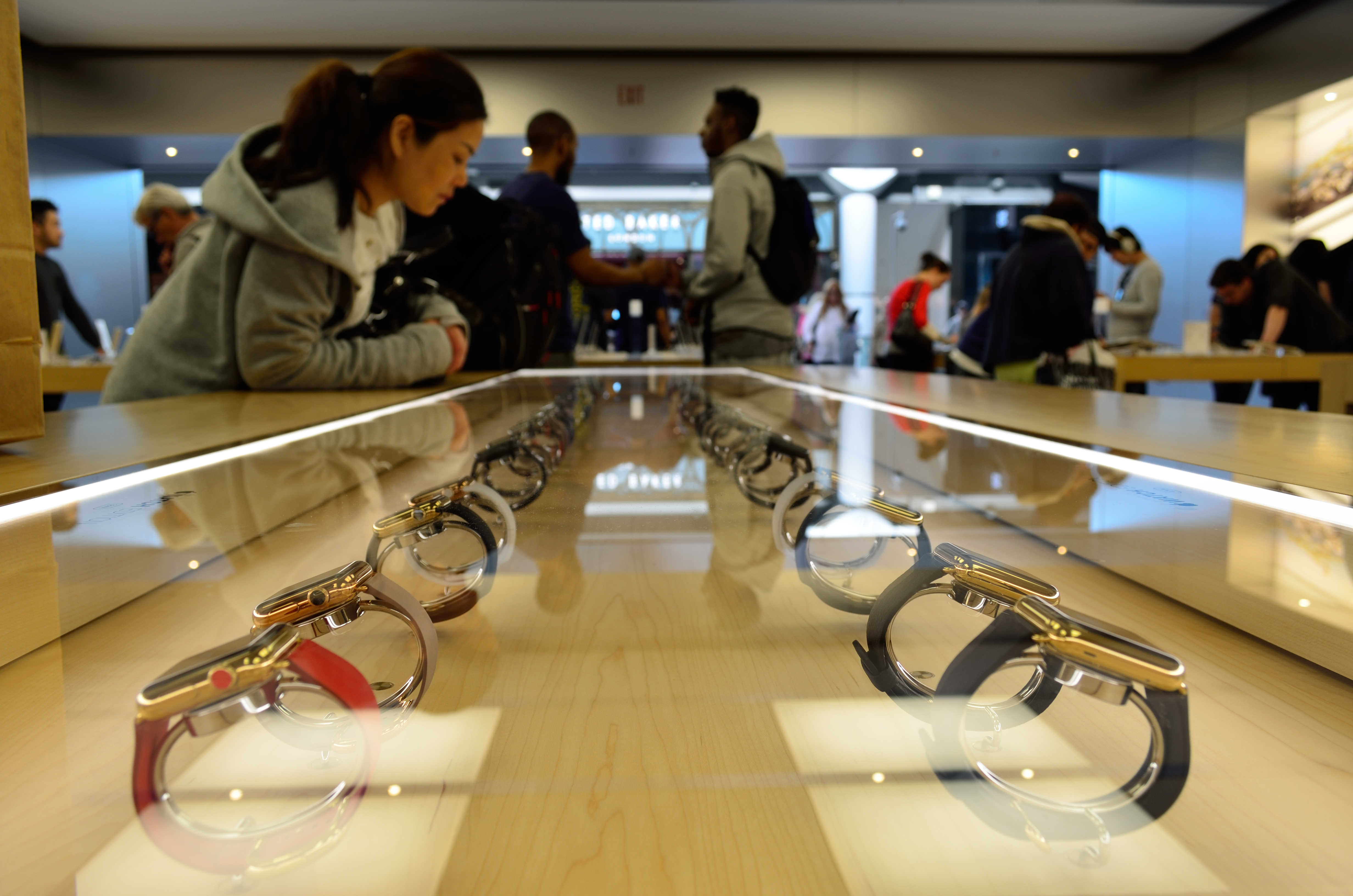
Un comptoir dans un magasin Apple, montrant différents modèles d'Apple Watch.

L'Apple Watch est disponible en deux tailles (38 et 42 mm de long) et trois finitions (Watch, Watch Sport et Watch Edition). Son design est signé Marc Newson

### Façade et écran
La façade de l'Apple Watch présente un écran Retina en saphir (Ion-X aluminosilicate renforcé pour la Watch Sport), recouvert d'une couche tactile sensible au toucher et à la pression exercée (« Force Touch »).

### Dos et boîtier

#### Series 0 et 1
L’Apple Watch originelle de 2015 (Series 0) et l'Apple Watch Series 1 répondent à la norme d'étanchéité IPX7. Cela signifie qu'elles sont résistantes aux éclaboussures d'eau mais qu'il est déconseillé de les immerger. Le rechargement se fait par induction au dos grâce à un connecteur MagSafe aimanté.
Le boîtier de l’Apple Watch est en acier inoxydable 316L et son dos est en céramique. Celui du modèle Sport est en alliage d'aluminium de la Série 7000, 30 % plus léger que le modèle en acier. Son dos est en composite.
Le modèle haut de gamme Edition est en or 18 carats jaune ou rose avec une Digital Crown rouge, bleue ou noire (selon la couleur du bracelet choisie à l'achat). Son dos est en céramique.
Quatre lentilles de saphir intégrant des diodes infrarouges au dos permettent le suivi de la fréquence cardiaque.
Une gamme "Apple Watch Hermès" apparait en septembre 2015. Il s'agit d'un boîtier en acier inoxydable avec gravure Hermès au dos.

#### Series 2
Les boîtiers deviennent étanches à l'eau. L'Apple Watch en aluminium a maintenant un dos en céramique comme tous les autres modèles.
Le nouveau modèle Edition possède maintenant un boîtier en céramique blanc « quatre fois plus dur que l’acier inoxydable » selon Apple.

#### Series 3
Les nouveaux modèles avec GPS + Cellular possèdent une Digital Crown en rouge. Le modèle Edition est disponible en céramique blanche et céramique grise.

#### Series 4
L'Apple Watch est maintenant disponible en deux nouvelles tailles de boîtier (40 et 44 mm).
Les modèles avec GPS + Cellular possèdent une Digital Crown avec un anneau rouge. Il n'y a pas de modèle Edition proposé avec la Series 4.

#### Series 5
La gamme Edition est de retour avec deux boîtiers : Titane (sombre ou clair) et Céramique (blanc).

#### Series 6
Les boîtiers en aluminium sont disponibles en cinq couleurs au total : gris sidéral, or, argent, rouge et bleu.
La gamme Edition est seulement disponible avec un boîtier en titane.
Le modèle Series 6 embarque quatre ensembles de DEL vertes et rouges accompagnées de quatre photodiodes au dos pour permettre de suivre la fréquence cardiaque et la saturation en oxygène.

#### SE
Le boîtier du modèle SE est disponible seulement en aluminium et en trois couleurs différentes : gris sidéral, or et argent. Le dos intègre un jeu de DEL similaire à celui de la Series 5 permettant le suivi de la fréquence cardiaque.

#### Series 7

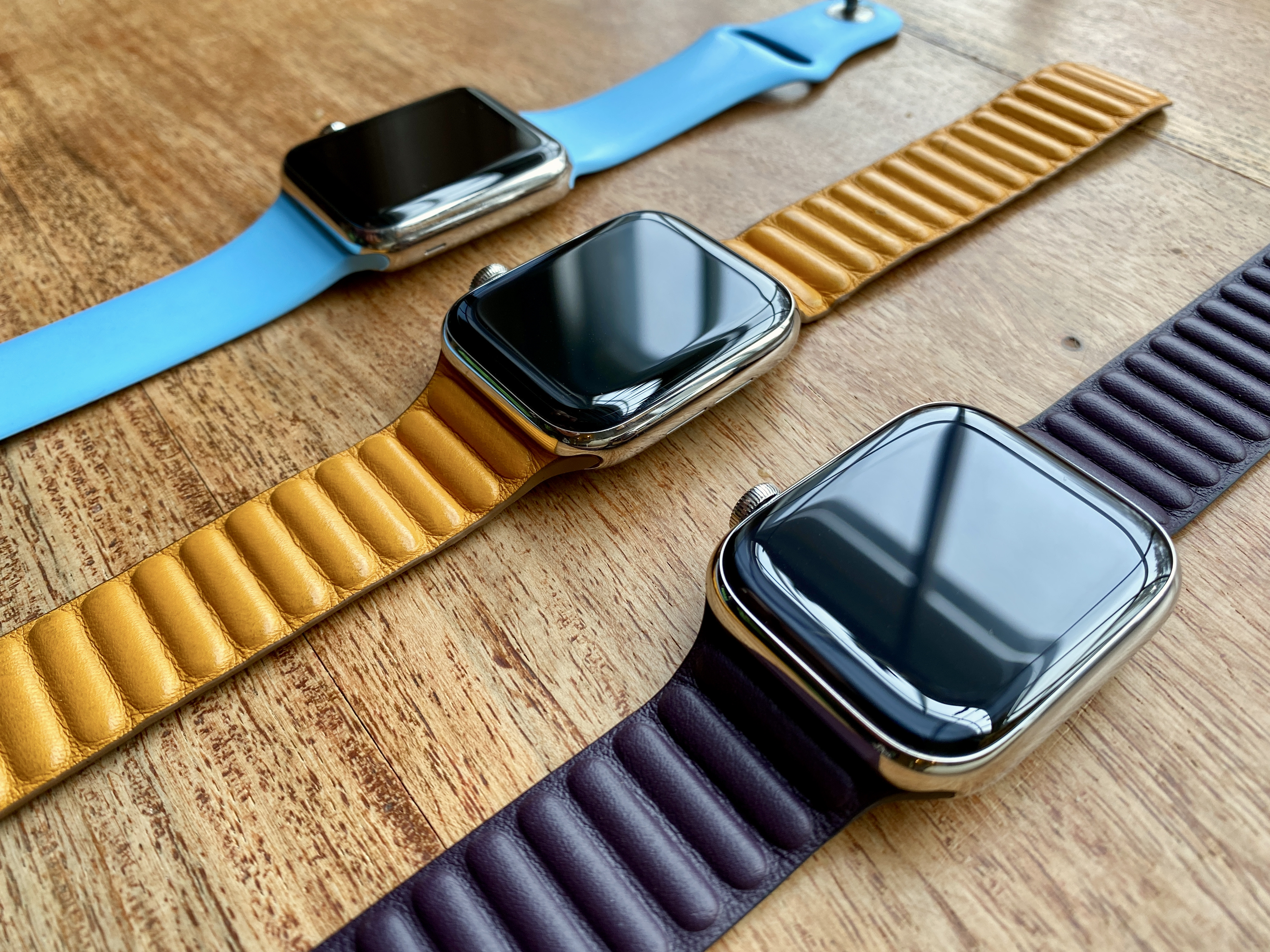
Différences de boîtier entre les Apple Watch Series 0, 6 et 7

L'Apple Watch est maintenant disponible en deux nouvelles tailles de boîtier (41 et 45 mm).
Les boîtiers en aluminium sont disponibles en cinq couleurs au total : vert, bleu, rouge, minuit et lumière stellaire.
Les boîtiers en acier inoxydable sont disponibles en trois couleurs au total : graphite, argent et or.
La gamme Edition est seulement disponible avec un boîtier en titane couleur naturel et noir sidéral.

#### Series 8
L'Apple Watch Series 8 reprend les deux tailles de la Series 7 (41 et 45 mm).
Les boîtiers en aluminium sont disponibles en quatre couleurs au total : argent, rouge, minuit et lumière stellaire.
Les boîtiers en acier inoxydable sont disponibles en trois couleurs : or, argent et graphite.
Les boîtiers de la collection Hermès de la Series 8 sont en acier inoxydable et disponibles en deux couleurs : argent et noir sidéral.
Il n'y a pas de gamme Edition de la Series 8.

#### Series 9
L'Apple Watch Series 9 reprend les deux tailles de la Series 8 (41 et 45 mm).
Les boîtiers en aluminium sont disponibles en cinq couleurs au total : rose, argent, rouge, minuit et lumière stellaire.
Les boîtiers en acier inoxydable sont disponibles en trois couleurs : or, argent et graphite.
Les boîtiers de la collection Hermès de la Series 9 sont en acier inoxydable et disponibles en deux couleurs : argent et noir.
Il n'y a pas de gamme Edition de la Series 9.

#### Series 10
L'Apple Watch est maintenant disponible en deux nouvelles tailles de boîtier (42 et 46 mm).
Les boîtiers en aluminium sont disponibles en trois couleurs au total : noir de jais, or rose et argent.
Il n’y a pas de boîtier en acier inoxydable avec la Series 10, une première depuis le lancement de l’Apple Watch en 2015. À la place, des boîtiers en titane poli sont proposés, disponibles en trois couleurs : ardoise, or et titane naturel.

#### SE (2e génération)
Le boîtier du modèle SE (2e génération) est disponible en aluminium et en trois couleurs différentes : argent, minuit et lumière stellaire.
Le dos du boîtier n'est plus en céramique comme la SE 1ère génération mais en composite de nylon moulé.

#### Ultra
Le boîtier du modèle Ultra est disponible uniquement en titane naturel avec une taille de 49 mm.

#### Ultra 2
L’Apple Watch Ultra 2 conserve la taille de 49 mm de la Ultra 1 et est initialement disponible uniquement en couleur titane naturel. En septembre 2024, Apple a lancé une version en titane noir de l’Ultra 2.

### Bracelets
Une collection de douze bracelets interchangeables est disponible en cuir, acier ou fluoroélastomère de plusieurs couleurs. Seul le modèle Sport est livré avec deux bracelets de tailles différentes.
Il existe 7 différentes catégories :
- La boucle sport, en nylon avec un système de fermeture de Velcro. Les couleurs sont jaune flashy, orange curcuma, rose électrique, bleu nuit, noir, coquillage, olive sombre et rose des sables.
- Le bracelet sport, en fluoroélastomère avec un système de fermeture de clou. Les couleurs sont rose rouge, bleu de cobalt, ultraviolet, olive sombre, blanc coton, gris, nuage, rose des sables, bleu nuit, noir, blanc et (PRODUCT)RED.
- Le bracelet sport Nike, en fluoroélastomère, avec des perforations moulées et un système de fermeture de clou. Les couleurs sont platine pur/noir, noir/volt, obsidienne/noir et anthracite/noir.
- Le bracelet en nylon tissé, en nylon résistant (quadrillé ou rayé) et avec un système de fermeture classique. Les couleurs pour les quadrillés sont olive sombre, bleu nuit, blanc, orange curcuma, fruits rouges et noir et pour les rayés blanc, bleu nuit et noir.
- Le bracelet cuir, avec un système de fermeture en acier inoxydable (boucle classique ou boucle moderne) ou magnétique. Les couleurs pour la boucle classique sont bleu cosmos, fuchsia, aubergine, havane, noir et (PRODUCT)RED, pour la boucle moderne (38 mm uniquement) bleu nuit, rose poudré, marron et noir et pour le magnétique (42 mm uniquement) bleu cosmos et anthracite.
- Le bracelet Hermès, en cuir de vachette simple ou double tour. Les couleurs pour le double tour (38 mm uniquement) sont Swift Bordeaux, Barénia Fauve et Swift Étoupe et pour le simple tour Swift Bordeaux, Barénia Fauve, Swift Étoupe et Epsom Feu (38 mm uniquement).
- Le bracelet en acier inoxydable, avec un système de fermeture magnétique (milanais) ou papillon (à maillons). Les couleurs pour le magnétique sont gris clair, or et noir sidéral et pour le papillon gris clair et noir sidéral.

## Fonctionnalités
Grâce à la fonction Handoff, l'Apple Watch permet de commencer différentes tâches telles que la rédaction d’e-mails, de messages, le repérage sur carte, etc. et de poursuivre l’action directement dans l’app concernée sur iPhone et plus récemment sur iPad. Elle possède 8 Go de mémoire physique et partage ses données avec l'iPhone synchronisé. Grâce à Siri, elle peut être utilisée pour écrire des messages et courriers électroniques.
La navigation dans son interface repose sur une Digital Crown et un écran tactile à réponse haptique et peut par exemple envoyer des vibrations à son utilisateur pour des notifications ou sur quelle direction prendre dans le cas d'une application GPS.
L'Apple Watch est compatible avec les téléphones de la marque Apple à partir de l'iPhone 5S sous iOS 11.
Avec Digital Touch, deux utilisateurs d'Apple Watch peuvent s'envoyer des dessins faits sur l'écran ou partager leurs rythmes cardiaques, captés grâce au cardiofréquencemètre situé au dos de l'appareil et transmis par réponse haptique,.
Une fonction de déclencheur pour les photos via l'iPhone avec écran déporté est intégrée.
L'heure est réglée à 50 millisecondes près.
L’Apple Watch peut identifier un rythme cardiaque trop élevé, trop bas ou irrégulier, et (dans le cas de l’Apple Watch Series 4) détecter des chutes et appeler immédiatement les secours.
Depuis 2018, il est possible de déverrouiller son Mac avec son Apple Watch. Lorsque le Mac sort du mode veille, le message « Déverrouiller avec l'Apple Watch » s'affiche à la place de la zone de texte du mot de passe, permettant de faire gagner du temps à l'utilisateur.
Avec iOS 14.5 la fonctionnalité de déverrouillage avec l'Apple Watch apparait sur iPhone. Il est ainsi possible de déverrouiller son iPhone en portant un masque.
En mars 2019, Apple active en Europe de nouvelles fonctionnalités permettant de détecter les risques de présence de fibrillation auriculaire.
En décembre 2021, un modèle « sports extrêmes » est annoncé pour l'année suivante.

## Modèles

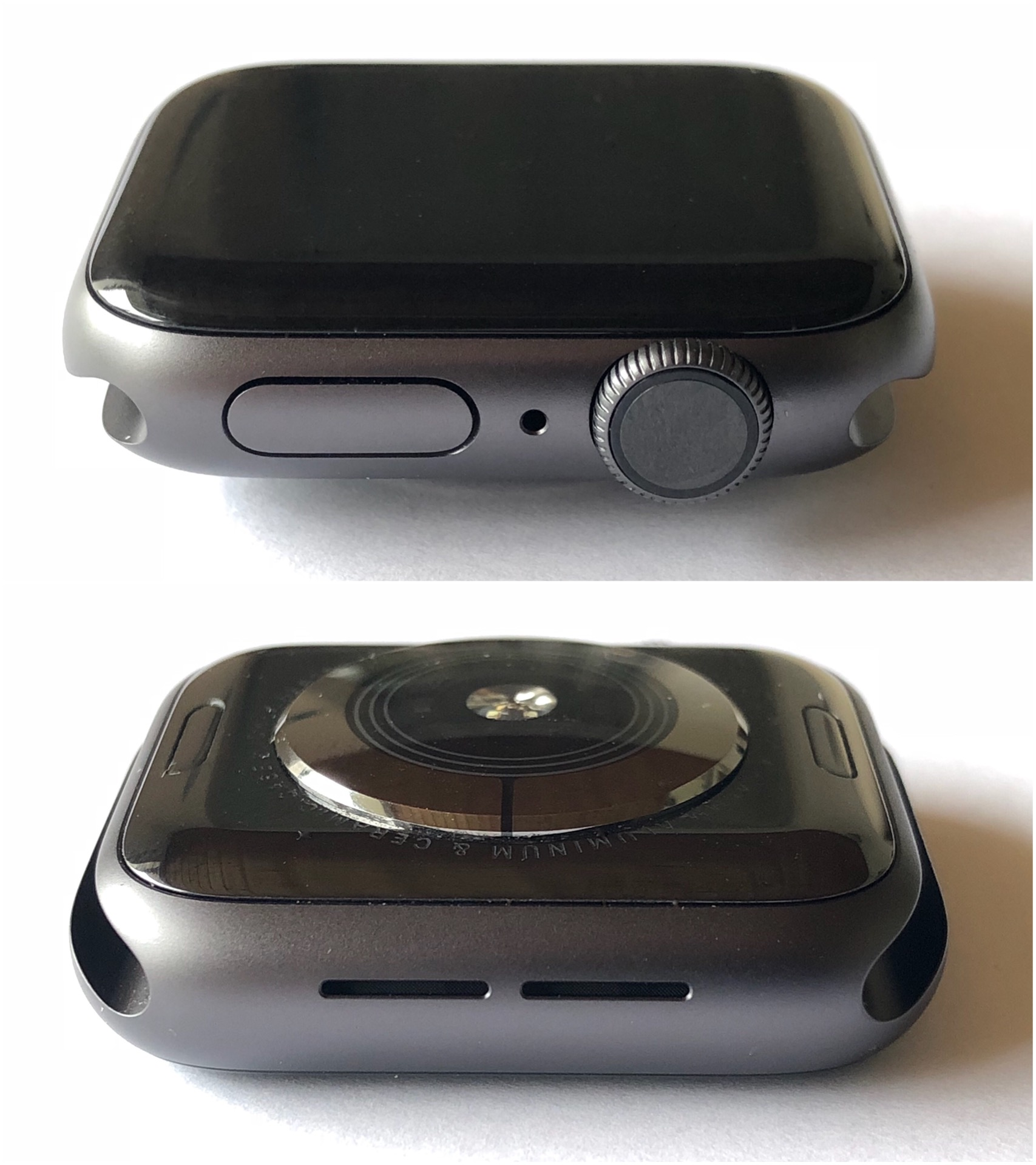
Series 4 (2018).

Les « Series » font suite à la première Apple Watch.

### Series 1
Lancement en 2016. Elle reprend les caractéristiques de l'Apple Watch originelle sortie en 2015, dotée d'un nouveau processeur bicœur S1P et fonctionnant sur watchOS 4. Elle est déclinée en un seul modèle, Apple Watch Series 1. L’Apple Watch originelle est alors considérée comme Apple Watch Series 0.

### Series 2
En précommande le 13 septembre pour une date de sortie le 16 septembre 2016. Elle est dotée d'un processeur bicœur S2, d'un écran 2 fois plus brillant que la Series 1, d'un verre en cristal de saphir, d'un GPS, et est résistante à l'eau jusqu'à 50 m. Elle est déclinée en quatre modèles : Apple Watch Series 2, Apple Watch Series 2 Nike +, Apple Watch Series 2 Hermès et Apple Watch Series 2 Edition (en céramique).

### Series 3
En précommande le 15 septembre 2017 pour une date de sortie le 22 septembre 2017. Elle est équipée d'un processeur bicœur S3 plus puissant que le S2, S1P et S1 des précédentes Apple Watch. Elle serait, selon Apple, 80 % plus rapide que la Series 2. Elle embarque également une eSIM qui permet de téléphoner avec la montre, sans le téléphone avec soi. Cette fonctionnalité requiert un modèle spécial d'Apple Watch Series 3 baptisé « GPS + Cellular », vendu environ 50 euros plus cher[Où ?] que le modèle GPS simple. En France, elle est enregistrée sur les réseaux d'Orange dans un premier temps. Elle est également équipée du watchOS 4.
L'Apple Watch Nike+ est équipée de l'application Nike+ Run Club, d'une Watch Face et de bracelets spéciaux. La même chose s'applique pour l'Apple Watch Hermès qui possède une Watch Face et des bracelets spéciaux. Elle ne possède toutefois pas d'application exclusive.

### Series 4
Commercialisée à partir du 21 septembre 2018, la principale nouveauté de l'Apple Watch Series 4 est l'ajout d'un électrocardiogramme offrant la possibilité d'avoir un suivi précis de l'activité cardiaque en temps réel, et d'un gyroscope et d'un accéléromètre plus performants pour permettre la détection des chutes.
D'autres changements sont de la partie : le design a évolué vers un écran plus « bord à bord » dans un format de 40 mm ou de 44 mm. La Digital Crown a été dotée d'un retour haptique donnant une impression de montre d'horlogerie classique… De plus, deux nouveaux cadrans ont vu le jour (Infographe et Infographe Modulaire) permettant la présence de davantage de « complications ».

### Series 5
Commercialisée à partir du 20 septembre 2019, l'Apple Watch series 5 apporte notamment un écran toujours allumé.
- Boîtier de 40 mm ou de 44 mm ; écran plus de 30 % plus grand
- Écran Retina DELO LTPO (Low-temperature polycrystalline silicon (en)) toujours activé avec Force Touch, 1 000 cd/m²
- Modèles GPS et GPS + Cellular
- Puce S5 avec processeur bicœur 64 bits ; puce W3 sans fil
- Digital Crown avec retour haptique
- Capteur électrique de fréquence cardiaque et capteur optique de fréquence cardiaque de seconde génération
- Notifications en cas de fréquence cardiaque élevée/basse ou d'arythmie, et app ECG1
- Appel d'urgence, appel d'urgence international et détection des chutes
- Étanche jusqu'à 50 m
- LTE et UMTS Wi‑Fi et Bluetooth 5.0
- GPS/GNSS, boussole et altimètre barométrique
- Haut-parleur 50 % plus puissant ; micro intégré
- Capacité de 32 Go

### Series 6
Commercialisée à partir du 18 septembre 2020. La grande nouveauté de cette montre est l'apparition d'un capteur d'oxygène dans le sang et une nouvelle génération d'altimètre.
- Boîtier de 40 mm ou de 44 mm ; écran plus de 30 % plus grand
- Écran Retina DELO LTPO toujours activé, 1 000 cd/m²
- Modèles GPS et GPS + Cellular
- SiP S6 avec processeur bicœur 64 bits ; puce W3 sans fil ; puce U1 (Ultra Wideband)
- Digital Crown avec retour haptique
- Capteur de taux d'oxygène dans le sang ; capteur électrique de fréquence cardiaque et capteur optique de fréquence cardiaque de seconde génération
- Notifications en cas de fréquence cardiaque élevée/faible ou d'arythmie, et app ECG
- Appel d'urgence, appel d'urgence international et détection des chutes
- Résistance à l'eau jusqu'à 50 m
- LTE et UMTS7, Wi‑Fi et Bluetooth 5.0
- GPS/GNSS, boussole et altimètre toujours activé
- Haut-parleur 50 % plus puissant ; micro intégré
- Capacité de 32 Go

### Apple Watch SE
Commercialisée à partir du 18 septembre 2020. Modèle d'entrée de gamme reprenant le boîtier et le processeur S5 de l'Apple Watch Series 5 mais sans l'app ECG et sans l'écran toujours allumé (Always On Display (en)).
- Boîtier de 40 mm ou de 44 mm ; écran plus de 30 % plus grand
- Modèles GPS et GPS + Cellular
- Puce S5 avec processeur bicœur 64 bits ; puce W3 sans fil
- Digital Crown avec retour haptique
- LTE et UMTS Wi‑Fi et Bluetooth 5.0
- Altimètre toujours activé
- GPS/GNSS, boussole et altimètre barométrique
- Résistance à l'eau jusqu'à 50 m
- Capteur optique de fréquence cardiaque de seconde génération
- Appel d'urgence, appel d'urgence international et détection des chutes
- Haut-parleur 50 % plus puissant ; micro intégré
- Capteur optique de fréquence cardiaque de troisième génération
- Accéléromètre (jusqu'à 32 g avec détection des chutes)
- Capteur de luminosité ambiante
- Haut-parleur ; micro intégré
- Apple Pay
- GymKit
- Capacité de 32 Go

### Apple Watch Series 7
Commercialisée à partir du 15 octobre 2021. L'Apple Watch Series 7 apporte notamment un écran plus grand avec deux nouvelles tailles de boîtier (41 et 45 mm).
- Boîtier de 41 mm ou de 45 mm ; écran plus de 20 % plus grand
- Modèles GPS et GPS + Cellular
- Puce S7 avec processeur bicœur 64 bits ; puce W3 sans fil
- Puce U1 (Ultra Wideband)
- Digital Crown avec retour haptique
- LTE et UMTS Wi‑Fi et Bluetooth 5.0
- GPS, GLONASS, Galileo, QZSS et BeiDou
- Altimètre toujours activé
- Résistance à l'eau jusqu'à 50 m
- Capteur de taux d'oxygène dans le sang (app Oxygène sanguin)
- Capteur électrique de fréquence cardiaque (app ECG)
- Capteur optique de fréquence cardiaque de troisième génération
- Appel d'urgence, appel d'urgence international et détection des chutes
- Accéléromètre (jusqu'à 32 g avec détection des chutes)
- Capteur de luminosité ambiante
- Haut-parleur ; micro intégré
- Apple Pay
- GymKit
- Capacité de 32 Go

## Technologie embarquée

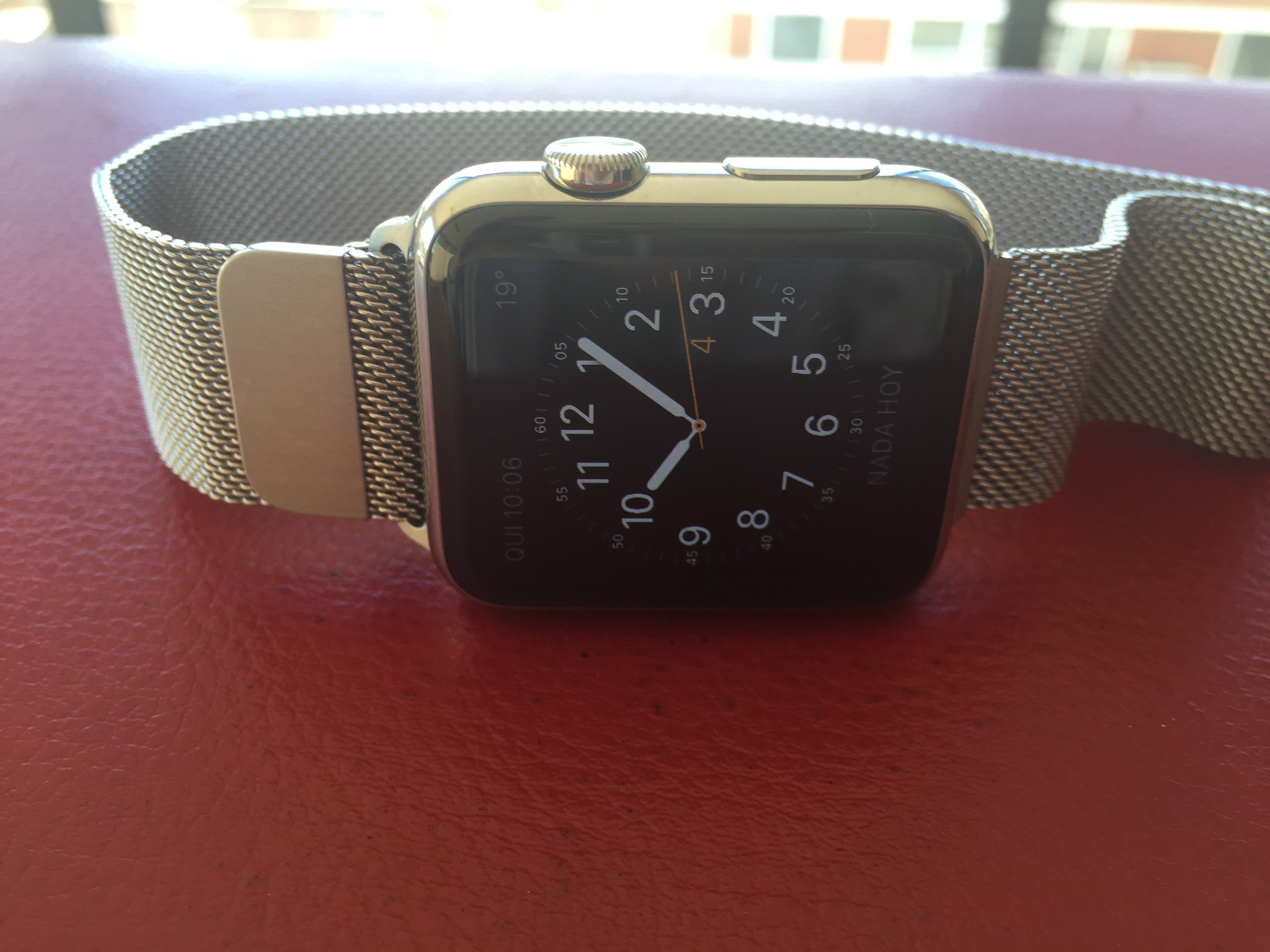
Apple I Watch 2015.

Elle est équipée d'un processeur S1 d'Apple, d'un haut-parleur et d'un moteur de réponse haptique Taptic Engine. L'interface avec l'utilisateur se fait via l'écran tactile et la Digital Crown, pour zoomer ou faire défiler des éléments et qui sert également de bouton d'accueil.
La puce S1 embarque une série de capteurs permettant de suivre l'activité physique de son utilisateur. Ces données pourront être visualisées via une suite d'applications disponibles sur la montre et l'appareil couplé en Bluetooth à cette dernière.
Elle peut être utilisée comme moyen de paiement sans contact grâce au système Apple Pay compatible.

## Impact auprès de la communauté médicale
Entre mars 2016 et février 2017, l'Université de Californie à San Francisco et Cardiogram, une application de surveillance de la fréquence cardiaque utilisée avec l'Apple Watch, recrutent plus de 6 000 participants sur une étude intitulée « Health eHeart ». L'étude conclut que l'Apple Watch détecte les irrégularités cardiaques avec une précision de 97 %, chiffre insuffisant pour un diagnostic mais utile comme outil de dépistage.
En novembre 2017, la Food and Drug Administration autorise le premier accessoire de dispositif médical pour l'Apple Watch : l'accessoire est un lecteur d'électrocardiogramme, capteur couplé à une application et capable de détecter un rythme cardiaque anormal et la fibrillation auriculaire.
Au même moment, l'Université de Stanford et Apple annoncent une vaste étude pour identifier les rythmes cardiaques irréguliers avec l'Apple Watch. Pour cette étude, Apple lance une application spécifique intitulée « Apple Heart Study ». Cette application envoie des notifications aux utilisateurs susceptibles de souffrir de fibrillation auriculaire. Elle fonctionne sur tous les modèles jusqu'à l'Apple Watch Series 3. En mars 2019, les chercheurs de Stanford présentent les résultats préliminaires de l'étude qui a permis de recruter plus de 400 000 participants. L'étude montre que l'Apple Watch a pu détecter des pulsations cardiaques irrégulières qui pourraient indiquer la nécessité d'une surveillance supplémentaire pour un problème de fibrillation auriculaire. Le doyen de la Faculté de Médecine de l'Université de Stanford indique: « La fibrillation auriculaire n'est que le début, car cette étude ouvre la porte à de nouvelles recherches sur les technologies portables et sur la manière dont elles pourraient être utilisées pour prévenir les maladies avant qu'elles ne surviennent ».
En effet, il semblerait que Steve Jobs, décédé des suites d’un cancer le 5 octobre 2011, aurait souhaité que la firme californienne s’intéresse davantage au domaine de la santé, notamment à l’aide du premier produit sorti après sa mort, intégrant des capteurs cardiaques : l’Apple Watch.